# The Seven Stairs to Heaven Waterfall
The Seven Stairs to Heaven Waterfall (englisch wörtlich für Der-sieben-Stufen-zum-Himmel-Wasserfall) ist ein mehrstufiger Wasserfall auf der Coromandel Peninsula in der Region Waikato auf der Nordinsel Neuseelands. Er liegt im Lauf des Black Swan Stream in den Rapaura Watergardens östlich der Ortschaft Tapu. Seine Fallhöhe beträgt rund 15 Meter.
In Tapu zweigt vom New Zealand State Highway 25 die Coroglen Road in östlicher Richtung ab. An dieser befindet sich nach 6 km der Besucherparkplatz der privat geführten Rapaura Watergardens. Von hier aus führt ein Wanderweg in 15 Gehminuten zum Wasserfall.